# Нандльштадт
Нандльштадт (нім. Nandlstadt) — громада в Німеччині, розташована в землі Баварія. Підпорядковується адміністративному округу Верхня Баварія. Входить до складу району Фрайзінг.
Площа — 34,31 км2. Населення становить 5312 ос. (станом на 31 грудня 2020).